# کریس کاتان
کریس کاتان (به انگلیسی: Chris Kattan) (زاده ۱۹ اکتبر ۱۹۷۰) بازیگر آمریکایی است. از فیلم‌های او می‌توان به شبی در راکسبری، تنر هال، آخرین جشنواره فیلم، کریسمس در سرزمین عجایب، دلگو، اسلحه‌ها، دختران و قمار و مانکیبون اشاره کرد.